# كلاريسا مولينا
كلاريسا مولينا كونتريراس (مواليد 23 سبتمبر 1991) عارضة أزياء من الدومينيكان وحاملة لقب مسابقة ملكة جمال الدومينيكان 2015 مثلت بلدها وفي مسابقة ملكة جمال الكون 2015.

## نشأتها
ولدت مولينا في سانتياغو دي لوس كاباليروس، جمهورية الدومينيكان وهي ابنة دومينغو مولينا وكلارا كونتريراس. في سن الحادية عشرة، انفصل والداها وانتقلا إلى مدينة نيويورك. لقد تركت في جمهورية الدومينيكان مع زوجة أبيها. في سن الخامسة عشرة، انتقلت هي وإخوتها إلى نيوجيرسي مع عمهم وأبناء عمومتهم. وهي تقيم في ميامي، فلوريدا بعد فوزها في مسابقة ملكة جمال نويسترا بيليزا لاتينا. وتحمل الجنسيتين الدومينيكية والأمريكية.